# 老鬼 (作家)

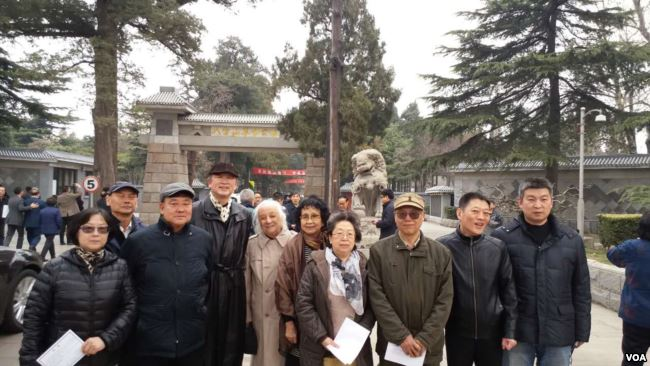
右3为老鬼

老鬼（1947年8月22日—），真名马波（初名马青波），祖籍河北省深泽县，是中华人民共和国一位当代作家及異見人士，目前於北京市定居。
馬波於北京大学傳理系畢業，之後他於1988年出版了其作品《血色黃昏》，在中國售出40萬冊。八九民運後曾透過黃雀行動逃亡至法國，然後輾轉到達美國，並任職於布朗大學。其後母親楊沫病危而獲批准回家奔喪，后回到北京定居。
1995年，其作品《血色黃昏》為漢學家葛浩文翻譯成英語。

## 生平
他生于河北省阜平县，其母亲是作家杨沫。他曾先后就读于北京师大一附中和北京47中。1968年被分配去内蒙古锡林郭勒盟西乌旗插队，1970年被打成反革命，被迫接受劳动改造。1975年得到平反，1977年底参加恢复的高考作为老三届考入北京大学中文系新闻专业，1978年2月入学，1982年1月毕业，先后在文化艺术出版社任编辑，后调入法制日报社。1990-1995年在美国布朗大学英语系写作中心做访问学者。
他的第一部作品《血色黄昏》是以自己和其他知青的经历为素材，被认为是文革后伤痕文学的代表作之一。

## 作品列表
- 长篇小说：
  - 《血色黄昏》(1987年)
  - 《血与铁》(1998年)
- 回忆录
- 《母亲杨沫》(2005年)